# Мосевич, Леонель
Хулио Леонель Мосевич (исп. Julio Leonel Mosevich; род. 4 февраля 1997[…], Ломас-де-Самора, Буэнос-Айрес) — аргентинский футболист, защитник клуба «Архентинос Хуниорс», выступающий на правах аренды за «Институто». Чемпион Панамериканских игр 2019 года. Участник Олимпийских игр в Токио.

## Клубная карьера
Мосевич — воспитанник футбольной академии «Архентинос Хуниорс». 13 марта 2016 года в матче против «Темперлей» он дебютировал в аргентинской Примере. В 2017 году клуб вылетел в Примеру B, но Леонель остался в команде и спустя год помог ей вернуться в элиту. Летом 2018 года Мосевич на правах аренды перешёл в швейцарский «Санкт-Галлен». 2 сентября «Ксамкса» он дебютировал в швейцарской Суперлиге. Летом 2019 года Мосевич был отдан в аренду в португальский «Насьонал». 10 ноября в матче против ковильянского «Спортинга» он дебютировал в Сегунда лиге. 7 декабря в поединке против «Фаренсе» Леонель забил свой первый гол за «Насьонал».
Летом 2020 года Мосевич был арендован «Визелой». 1 ноября в матче против «Ароки» он дебютировал за новый клуб. По окончании аренды Мосевич вернулся в «Архентинос Хуниорс». 

## Международная карьера
В 2017 года Мосевич в составе молодёжной сборной Аргентины принял участие в молодёжном чемпионате мира в Южной Корее. На турнире он сыграл в матче против команды Гвинеи.
В 2019 году Мосевич в составе олимпийской сборной Аргентины стал победителем Панамериканских игр в Перу. На турнире он сыграл в матчах против команд Мексики, Панамы, Эквадора и Гондураса.
В 2021 году в составе олимпийской сборной Аргентины Мосевич принял участие в Олимпийских играх в Токио. На турнире он сыграл в матче против сборной Испании.